# Elena Botchorichvili
Œuvres principales
- La tête de mon père, 2012

Elena Botchorichvili (en géorgien : ელენე ბოჭორიშვილი) est une romancière 
et journaliste québécoise de langue russe et d'origine géorgienne, vivant au Québec. 

## Biographie

### Carrière de journaliste
Elena Botchorichvili exerce d'abord le métier de journaliste dès l’âge de 13 ans. Son choix se tourne vers le journalisme sportif. Elle souhaite en effet ne pas s'exprimer sur la politique communiste de son pays. Elle devient la première journaliste soviétique à écrire sur le baseball et à représenter à l'étranger un des plus importants quotidiens de sport du monde, Sovietski Sport.
Elena Botchorichvili est journaliste émérite de la Géorgie[réf. nécessaire].

### Carrière d'écrivain
Elena Botchorichvili est à l'origine d'un nouveau genre littéraire, le "roman sténographique". Elle écrit en phrases très courtes. « Il y a un rythme qui m’habite et qui a sa propre vie, je ne fais que mettre des mots dedans ».
Elena Botchorichvili est l’autrice de romans, traduits en français, en italien, en roumain, en portugais, en géorgien, en norvégien et en tchèque. En avril 2016 elle est lauréate du Russkaya Premia (ru), l'un des plus prestigieux honneurs littéraires russes,.

## Œuvre
- 1999 : Le Tiroir au papillon
- 2002 : Opéra
- 2007 : Faïna
- 2008 : Sovki
- 2011 : La tête de mon père
- 2012 : Голова моего отца
- 2012: Seulement attendre et regarder
- 2015 : Belle Vie
- 2015 : Только ждать и смотреть
- 2016 : Romans sténographiques

## Honneurs et prix
- 2016 : Russkaya Premia (ru)